# 死侍2
《死侍2》（英語：Deadpool 2）是一部於2018年上映的美國喜剧超級英雄電影，由大衛·雷奇執導。電影改編自漫威漫畫的同名角色，為「X戰警系列電影」的第十一部作品，2016年電影《惡棍英雄：死侍》的續集。由萊恩·雷諾斯、喬許·布洛林、莫蓮娜·芭卡琳、朱利安·丹尼森、薩琪·畢茲、T·J·米勒、布莉安娜·海德布蘭德和傑克·凱西主演。
2016年2月確認推出《惡棍英雄：死侍》續集，雖然原來的創意團隊提姆·米勒、雷特·瑞斯、保羅·韋尼克和雷諾斯確定回歸參與續集，但在2016年10月，米勒因與雷諾斯產生創作分歧而退出電影，並改由大衛·雷奇接任導演。主體拍攝在2017年6月於加拿大不列顛哥倫比亞省進行。在拍攝期間，特技演員喬伊·哈里斯因摩托車事故身亡。
《死侍2》於2018年5月18日在美國上映。上映後，電影獲得商業成功。在全球票房收入為7.85億美元，成為2018年票房收入第九高的電影。 甚至是得到了評論家的普遍讚譽，其中讚揚了它的幽默、表演（尤其是雷諾斯、布洛林和畢茲的出色演出）以及動作片段，有些人稱它比第一部電影更好，然而，電影劇情中的「憤世嫉俗的感覺」引起了一些批評。這部電影的數位版本於2018年8月7日於亞馬遜影片與iTunes上架，藍光影碟與DVD於2018年8月21日上市，其中除了劇院版之外，另附上了加長約15分鐘的「超激版」。續集《死侍與金鋼狼》排定2024年7月26日於美國上映。

## 劇情
韋德·威爾森化身成「死侍」並成為一名國際僱傭兵的兩年後，在跟他的心愛女友凡妮莎的週年紀念日當天，兩人計劃組建一個家庭並生小孩。然而不久，他們的住處遭到某次韋德未能成功殺死的一位俄國毒梟帶人前來尋仇，凡妮莎當場中槍身亡，韋德便殺光在場的敵人和毒梟本人。之後的六個星期下來，悲痛的韋德開始自怨自艾乃至產生自殺念頭，在住處裡堆滿油桶本想炸死自己，卻因自身的能力而未能成功。他粉碎的身體最後被鋼人拼湊回去痊癒，其將韋德接回X宅邸並命令他接受X戰警的訓練。而韋德對凡妮莎的回憶僅剩下一個鉛製的投分球台遊戲幣，作為凡妮莎死前送給他的週年紀念禮物。
韋德作為X戰警的實習生期間參與鋼人和青少女彈頭的一場任務，試圖制止一名在變種人教養院門口放火的變種人少年羅素·柯林斯。韋德剛制止羅素卻突然發現他其實曾經遭受過教養院的職員虐待，於是槍殺一位工作人員直到被鋼人制止，其也決定放棄維護韋德。韋德和羅素兩人被捕送入專門關押變種人的「冰囚堡監獄」（Ice Box），兩人的脖子上均戴上抑制變種能力的束能項圈，讓韋德的身體再次被癌症侵蝕，還在獄中受到惡霸黑湯姆·卡西迪毆打。與此同時，一位來自未來的半人半機械士兵機堡，他的妻小均被在未來變成邪惡暴君的羅素所殺，因此通過時光錶回到現今並打算殺死年輕的羅素。
機堡闖入監獄打算殺死羅素卻屢次受韋德阻止，韋德因項圈受損而恢復能力，但隨身的遊戲幣卻被機堡搶走。韋德聲稱他完全不在乎羅素的死活，通過手榴彈使他和機堡均飛出監獄，落入水中的韋德浮現出凡妮莎的幻覺，其指引他一定要保護並幫助羅素。留在監獄裡的羅素因聽到韋德的話而感到失望，於是找到監獄裡最強大的變種人來結盟。韋德回去後決心救出羅素，得知羅素即將被囚車移送出監獄後，和黃鼠狼組建由喧囂、碎星、消影人、時代精神、多米諾以及一位普通人彼得組成「X特攻隊」去劫持囚車。行動當天，特攻隊通過高空跳傘接近囚車過程中，因韋德忽視強風預警，導致除了韋德和多米諾以外的成員全軍覆沒。多米諾靠她與生俱來的運氣進入囚車，機堡不久後也趕到而和尾隨的韋德搏鬥，但羅素釋放出他結交的紅坦克，其一拳摧毀囚車後還將韋德撕成兩半。
韋德無功而返回到盲婦愛兒的住處，開始長回下半身期間，機堡親自前來提出合作，解釋羅素即將去殺死教養院的校長，其隨後便嗜殺成性乃至未來變成一位暴君。韋德答應跟機堡合作，前提是給他時間說服羅素，韋德隨後還跑回X宅邸向鋼人認錯並道歉，但鋼人還是拒絕幫助他。這時，羅素回到教養院並開始追殺校長，韋德、機堡和多米諾即使聯合起來也無法對抗強大的紅坦克，直到鋼人網開一面帶領青少女彈頭和其女友雪緒前來援助，合作將紅坦克擊倒進游泳池裡電昏。韋德無法說服羅素，便載上束能項圈表達誠意。機堡對羅素射出最後一顆子彈時，韋德捨命為羅素擋下子彈，成功感化羅素的心靈，機堡也透過他隨身帶著本應損壞的女兒的泰迪熊恢復原狀得知他的家人被成功拯救。因項圈失去能力的韋德為羅素交代完遺願，並經過一連串嘲諷後安詳死去，在來世裡跟凡妮莎團聚。
機堡決定拯救韋德，透過時光錶回到他們進教養院作戰之前，其過程用掉本要將他送回未來的最後能源。這次，機堡事先將遊戲幣塞進韋德的中槍處，重演一遍戰鬥後讓韋德避免死亡。羅素隨後加入韋德的大家庭裡，教養院的其他變種小孩也被鋼人等人接回X宅邸。僅倖存的校長仍然是一副死不悔改的囂張態度，最後被韋德召來的計程車司機阿杜當場撞死。後來，韋德瞞著機堡拜託青少女彈頭和雪緒修復好時光錶，馬上穿越回到過去拯救凡妮莎和彼得，讓兩人均避免死亡，接著相繼槍殺《X戰警：金鋼狼》裡的死侍「十一號武器」以及打算簽約參演《綠光戰警》的演員萊恩·雷諾斯。

## 角色
| 演員                                   | 角色                                           | 備註 |
| 萊恩·雷諾斯 Ryan Reynolds              | 「死侍」韋德·威爾森 Deadpool / Wade Wilson     | 特種部隊僱傭兵，原希望靠修復因子治愈他的癌症，雖然成功獲得不死和再生的能力，但卻因實驗的不穩定而毀容。如今擔任國際僱傭兵出道兩年，跟女友凡妮莎的感情也更上一層樓。 |
| 喬許·布洛林 Josh Brolin                | 「機堡」納森·桑瑪斯 Cable / Nathan Summers     | 一名身體經過改造的半人半機械士兵，擁有強大的火藥和高科技防禦能力，冷面無情的個性與韋德形成強烈的反差，但他其實是為了拯救家人而使用時光手錶穿越到現代。                 |
| 莫蓮娜·芭卡琳 Morena Baccarin          | 凡妮莎·卡萊爾 Vanessa Carlysle                 | 韋德的女友，一名脫衣舞娘，在一家裸體鋼管舞俱樂部工作。如今跟韋德交往數年，開始考慮跟他組建家庭。                                                                   |
| 朱利安·丹尼森 Julian Dennison          | 「火拳」羅素·柯林斯 Firefist / Russell Collins | 一名有着反社會心理的年輕變種人，擁有操控火焰並以拳頭的方式擊發的能力。在教養院受到校長的無情虐待，加上韋德屢次棄他不管，因而想要進行他自己的報復。                 |
| 薩琪·畢茲 Zazie Beetz                  | 多米諾 Domino                                  | 變種人，X特攻隊的一員，擁有操縱自身「幸運」的能力，擅長各種格鬥技巧，但起初不被韋德相信具備超能力。                                                                |
| T·J·米勒 T.J. Miller                   | 黃鼠狼 Weasel                                  | 傭兵酒吧的經營人，韋德最好的朋友，幫助韋德解決各種困難。 |
| 布莉安娜·海德布蘭德 Brianna Hildebrand | 青少女彈頭 Negasonic Teenage Warhead           | 變種人，X戰警之一，她的能力就猶如一個會呼吸的活核彈，圍繞自身放出强大的爆炸力，能夠給敵人重重一擊。                                                                |
| 史提芬·卡皮契 Stefan Kapičić           | 鋼人 Colossus                                  | 俄裔變種人，X戰警之一，變種人學院的大家長，擁有紳士風度和愛說教的嘴巴，擁有鋼鐵的堅固身軀和怪力。                                                                  |
| 忽那汐里 Shioli Kutsuna                | 雪緒 Yukio                                     | 日裔變種人，有操縱電的能力，留著一頭紫色長髮，青少女彈頭的女朋友，每次都會很俏皮的跟韋德打招呼。                                                                       |
| 萊斯莉·奧加姆斯 Leslie Uggams          | 盲婦愛兒 Blind Al                              | 眼盲老婆婆，韋德的前室友兼知己，喜歡吸古柯鹼。 |
| 卡蘭·索尼 Karan Soni                   | 阿杜 Dopinder                                  | 計程車司機，印度人，由於失戀而和搭乘他座車的韋德溝通，兩人從此成為好友，屢次擔任韋德的逃跑司機。                                                                   |
| 傑克·凱西 Jack Kesy                    | 黑湯姆·卡西迪 Black Tom Cassidy                | 一名被拘禁在冰囚堡監獄的變種人囚犯，時不時喜歡毆打韋德和羅素。 |
| 埃迪·馬森 Eddie Marsan                 | 校長 The Headmaster                            | 埃瑟克斯教養院的校長，極端人類主義者，十分痛恨變種人，假借治療的名義利用各種方法虐待變種人小孩，是羅素在未來會變成暴君的最大主因。                                 |

萊恩·雷諾斯在電影裡同時以配音和動態捕捉的方式飾演紅坦克，一名被關在冰囚堡最深處的變種人囚犯，體形和能力強大得無人能敵。雷諾斯還在電影最後扮演他自己，在決定參演2011年改編自DC漫畫的電影《綠光戰警》之前的自己。本片中介紹了X特攻隊的成員，當中有泰瑞·克魯斯飾演喧囂，一名能夠控制電磁場的變種人。路易斯·譚飾演碎星，一名有着綠色血液的外星人。比爾·史柯斯嘉飾演時代精神，一名可以從口中吐出具有劇烈腐蝕性的強酸的變種人。而布萊德·彼特客串飾演消影人，一名擁有隱形能力的變種人。彼特本來作為扮演機堡的首位人選，卻因為檔期問題而退出，但他還是回到本片中客串消影人這個角色。最後包括羅伯·德萊尼飾演彼得（Peter），一位看過應徵廣告後前來應徵加入X特攻隊的普通人。
本片中還包括未來上映的電影《X戰警：黑鳳凰》的片場所拍攝的校園片段，出現的演員包括詹姆斯·麥艾維飾演「X教授」查爾斯·賽維爾，尼可拉斯·霍特飾演「野獸」漢克·麥考伊，泰·謝里丹飾演「獨眼龍」史考特·桑瑪斯，雅莉珊卓·希普飾演「暴風女」奧羅羅·夢洛，伊凡·彼得斯飾演「快銀」彼得·馬克西莫夫以及寇帝·史密-麥菲飾演「藍魔鬼」寇特·華格納。本片的結尾包括休·傑克曼客串飾演金鋼狼，本片使用了2009年電影《X戰警：金鋼狼》的片段剪接，並徵求過傑克曼本人的允許。
本片的導演大衛·雷奇和編劇雷特·瑞斯與保羅·韋尼克分別客串飾演冰囚堡監獄的囚犯、新聞直升機飛行員和新聞攝影師。其他包括阿蘭·圖代克和麥特·戴蒙分別客串飾演大老粗（Redneck）及迪基·格林利（Dickie Greenleaf），兩個在車子旁邊與同伴討論清潔屁屁的話題時被穿越時空過來的機堡劫車的男子。
雖然史丹·李沒有客串本片，僅在電影的前導短片中飾演他自己，但片中有一面喷涂着他肖像涂鸦的建筑出现。

## 製作

### 拍攝
主體攝影於2017年6月17日在加拿大哈特利公園國家歷史古蹟進行，6月26日在溫哥華拍攝，預計至10月6日，暫定名稱為「Love Machine」。8月14日，女性特技演员喬伊·哈里斯，在温哥华拍摄摩托追逐镜头的时候因摩托车失控冲进旁边的建筑物中，最後抢救无效去世，她是美國首位女性非裔摩托车赛车手，《死侍2》是她首次作为电影特技演员 。10月14日宣佈完成拍攝。

### 後期製作
2017年11月，福斯透露電影暫時以《未命名死侍續集》來稱呼該片。

### 音樂
作曲家Junkie XL因米勒的退出而選擇不回歸續集。2017年10月，泰勒·貝茲被聘為電影進行配樂工作。主題曲〈浴火重生〉由席琳·狄翁演唱。而MV中死侍亦有出現伴舞。

## 發行
起初，《死侍2》由二十世紀福斯定於2018年6月1日在美國上映，後於2018年1月11日，該片改至2018年5月18日 。2017年12月，Fandango表示，《死侍2》是2018年的第四大電影。

### 市場營銷
2017年6月，福斯在歐洲電影展上發布了一則雷諾斯作為死侍的影片訊息。首張前導海報，是向諾曼·洛克威爾的1943年油畫《免於匱乏的自由》致敬。第二張前導海報，是戲仿了米開朗基羅的壁畫《創造亞當》，並命名為「The Second Coming」，當中死侍飾演亞當、機堡飾演上帝。配合死侍的形象，製作一系列有趣的宣傳，包括聯同碧咸拍攝以第一部取笑碧咸的聲音而向他道歉為主題的短片、到韓國參演歌唱節目《蒙面歌王》唱歌等等。而於預告推出後，電影中沒有超能力的平凡人Peter竟意外走紅，大受網民討論，而他的個人Twitter戶口，追蹤人數亦隨即超過6萬，不少網站亦與他進行專訪。

### PG-13版本
2018年9月底，福斯宣布將於12月21日在影院放映一部未命名的《死侍》電影。片商建議媒體和粉絲「猜測」這部新電影的真面目，多數人猜測這是重新削減版的《死侍2》版本，該版本將獲得PG-13評級，而不是像原院線版的R級。福斯於11月正式宣布其片名為《Once Upon a Deadpool》，並將發行時間表改為12月12日至24日。2018年12月20日，新加坡以《死侍2：童话篇》為名上映。2019年1月14日，二十世纪福斯宣布PG-13版在中国大陆定档2019年1月25日，定名《死侍2：我爱我家》，该版本主要针对青少年观众调整了原有的暴力内容和台词，更添加了全新的镜头。
爛番茄根據60條評論，持有57%的新鮮度，平均得分6／10。在Metacritic上，電影獲得了53分。

## 回響

### 評價
爛番茄根據422條評論，持有84%的新鮮度，平均得分7.1／10。在Metacritic上，電影獲得了66分，好評居多。據CinemaScore調查，觀眾從A+至F之間平均給了電影「A」的評價。

### 票房
北美方面，《死侍2》首日票房5330萬美元。在美國和加拿大，首週末的票房總額為1.25億美元，位居當週冠軍。
香港方面，優先場票房超過200萬港元。
台灣方面，首週六天票房為新台幣1.61億元；次週票房累計至新台幣2.35億元；第三週票房累計至新台幣2.67億元；第四週票房累計至新台幣2.79億元；最終全台票房為新台幣2.87億元。
| 上一届： 《復仇者聯盟3：無限之戰》 | 2018年美國週末票房冠軍 第20週    | 下一届： 《星際大戰外傳：韓索羅》 |
| 上一届： 《復仇者聯盟3：無限之戰》 | 2018年台北週末票房冠軍 第20-22週 | 下一届： 《侏羅紀世界：殞落國度》 |
| 上一届： 《復仇者聯盟3：無限之戰》 | 2018年香港一週票房冠軍 第20-22週 | 下一届： 《侏羅紀世界：迷失國度》 |
| 上一届： 《大黃蜂》                | 2019年中國内地一周票房冠軍 第3週 | 下一届： 《白蛇：缘起》           |

## 續集
2016年11月，二十世紀福斯計畫《死侍3》，並將引入「X特攻隊」。2017年3月，死侍、機堡確定加盟《X特攻隊》，《死侍2》亦將帶出相關情節。2018年5月，萊恩·雷諾斯證實將改拍攝《X特攻隊》電影，最快於同年年底開拍，導演為曾以《絕地救援》被奧斯卡提名最佳改編劇本獎的德魯·戈達德 ，《死侍》系列的執行製作兼編劇雷特·瑞斯和編劇的保羅·韋尼克也將繼續合作。隨著迪士尼完成收購福斯影業之後，只確定死侍將繼續由萊恩·雷諾斯主演，其他角色待定。2020年11月，溫蒂·莫莉紐克絲和莉茲·莫莉紐克絲-洛林確定擔當編劇，萊恩·雷諾斯確定回歸出演標題角色，影片分級仍為限制級。2021年1月，凱文·費吉證實影片屬於漫威電影宇宙，最早於2022年開拍。2022年9月27日，萊恩·雷諾斯在推特上宣佈《死侍3》將於2024年9月6日上映，將屬於漫威電影宇宙：第五階段，並同時宣佈休·傑克曼也將回歸出演金鋼狼。2023年11月，上映日期提前至2024年7月26日。2024年2月，公布正式片名為《死侍與金鋼狼》（Deadpool & Wolverine）。

## 備註
1. ↑  依照電影上映順序。
2. ↑  依照電影上映順序。
3. ↑  回歸漫威電影宇宙。
4. ↑  死侍當時將手中的刀拋向兇手，卻失手沒有刺中他，導致TRN414號宇宙分支出41633號宇宙。兇手在本能反應下用手臂擋著眼睛躲避時隨即開槍，卻誤中凡妮莎，衍生出後續劇情；在原本的時間線（TRN414號宇宙）[[[Wikipedia:格式手册/链接#章節|錨點失效]]]中兇手並沒有得逞，而是被死侍飛刀正中頭顱刺死，成功阻止其扣下扳機
5. ↑  41633號宇宙因此被抺除，重新被TRN414號宇宙取代
6. ↑  韋德告訴彼得的原話是，X特攻隊只是福斯傳媒高層為了商業利益設計的行銷手段，根本不是真正的超級英雄團隊，而機堡也只是個讓喬許·布洛林有戲可拍的角色。
7. ↑  僅限藍光版的一個片尾彩蛋中，回到過去的韋德思索是否要掐死嬰兒期的阿道夫·希特勒；而在刪減結局中，韋德最後決定只幫他換一次尿布。

## 外部連結
- 互联网电影数据库（IMDb）上《死侍2》的资料（英文）
- Box Office Mojo上《死侍2》的資料（英文）
- Metacritic上《死侍2》的資料（英文）
- 爛番茄上《死侍2》的資料（英文）
- AllMovie上《死侍2》的资料（英文）
- 開眼電影網上《死侍2》的資料（繁體中文）
- Yahoo奇摩電影上《死侍2》的資料（繁體中文）
- 雅虎香港電影上《死侍2》的資料（繁體中文）
- 豆瓣电影上《死侍2》的資料 （简体中文）
- 时光网上《死侍2》的資料（简体中文）